# Gottfried von Segnitz
Gottfried von Segnitz (* 13. Juni 1827 in Schweinfurt; † 1. November 1905 in Rappershausen) war ein deutscher Botaniker und Gutsbesitzer.

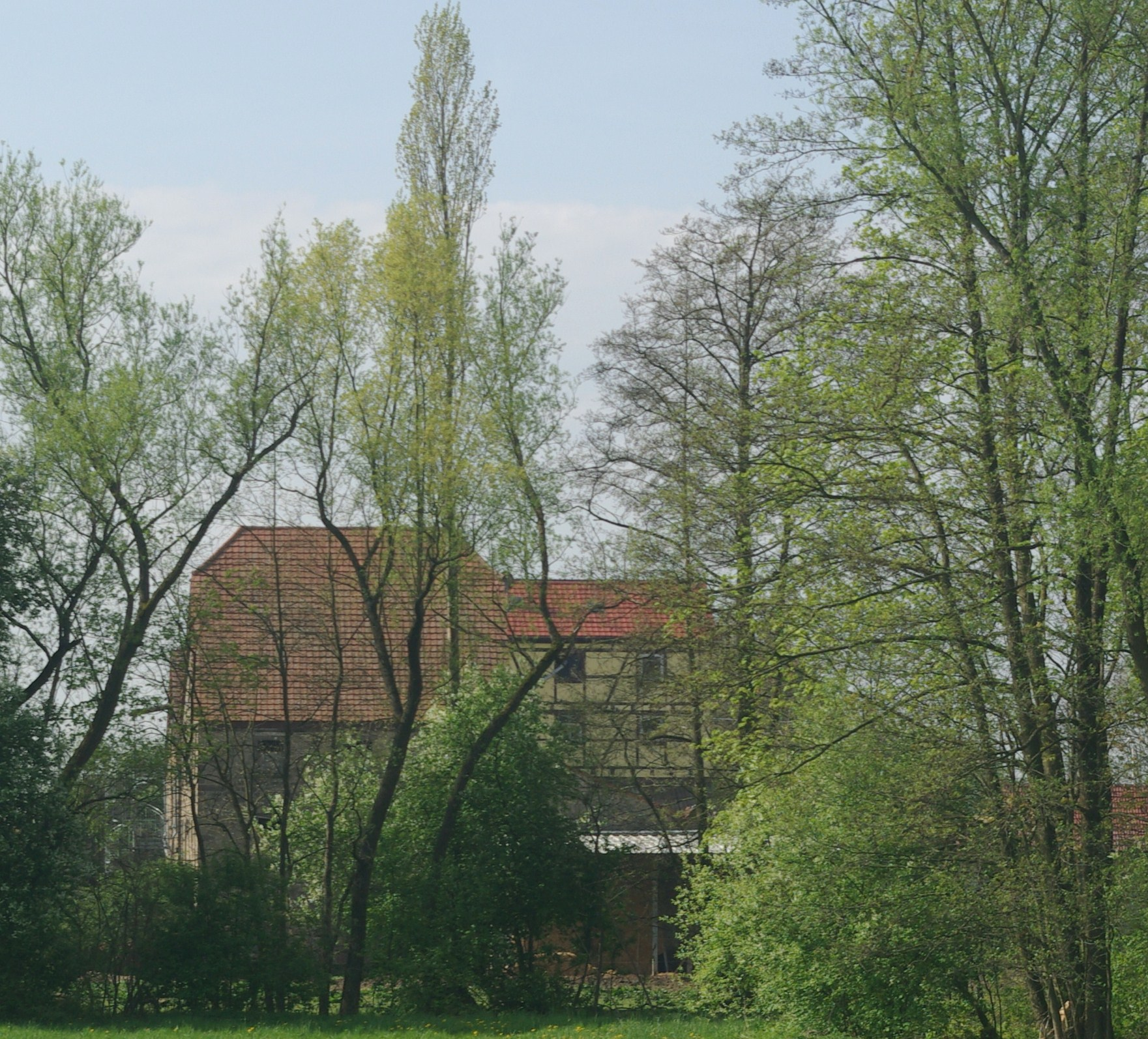
Wiesenmühle in Niederwerrn

## Leben
Gottfried von Segnitz, Nachkomme einer Schweinfurter Juristenfamilie, studierte zunächst Kameralwissenschaften und später Naturwissenschaften an den Universitäten in Würzburg, Erlangen und Jena. Er war auf dem Gut Maria Burghausen als Landwirt tätig und verwaltete später für den Schweinfurter Industriellen Wilhelm Sattler den Kaltenhof. 1859 kaufte er die Wiesenmühle in Niederwerrn. Am 23. Januar 1862 heiratete er Julie Amalie Emmert, Tochter des Pfarrers Friedrich Emmert, mit dem er 1852 die Flora von Schweinfurt veröffentlicht hatte.
Am 1. Januar 1852 wurde Gottfried von Segnitz unter der Präsidentschaft von Christian Gottfried Daniel Nees von Esenbeck mit dem akademischen Beinamen Wohlfarth unter der Matrikel-Nr. 1645 als Mitglied in die Deutsche Akademie der Naturforscher Leopoldina aufgenommen.
1862 war er Gründungsmitglied des Naturwissenschaftlichen Vereins Schweinfurt.

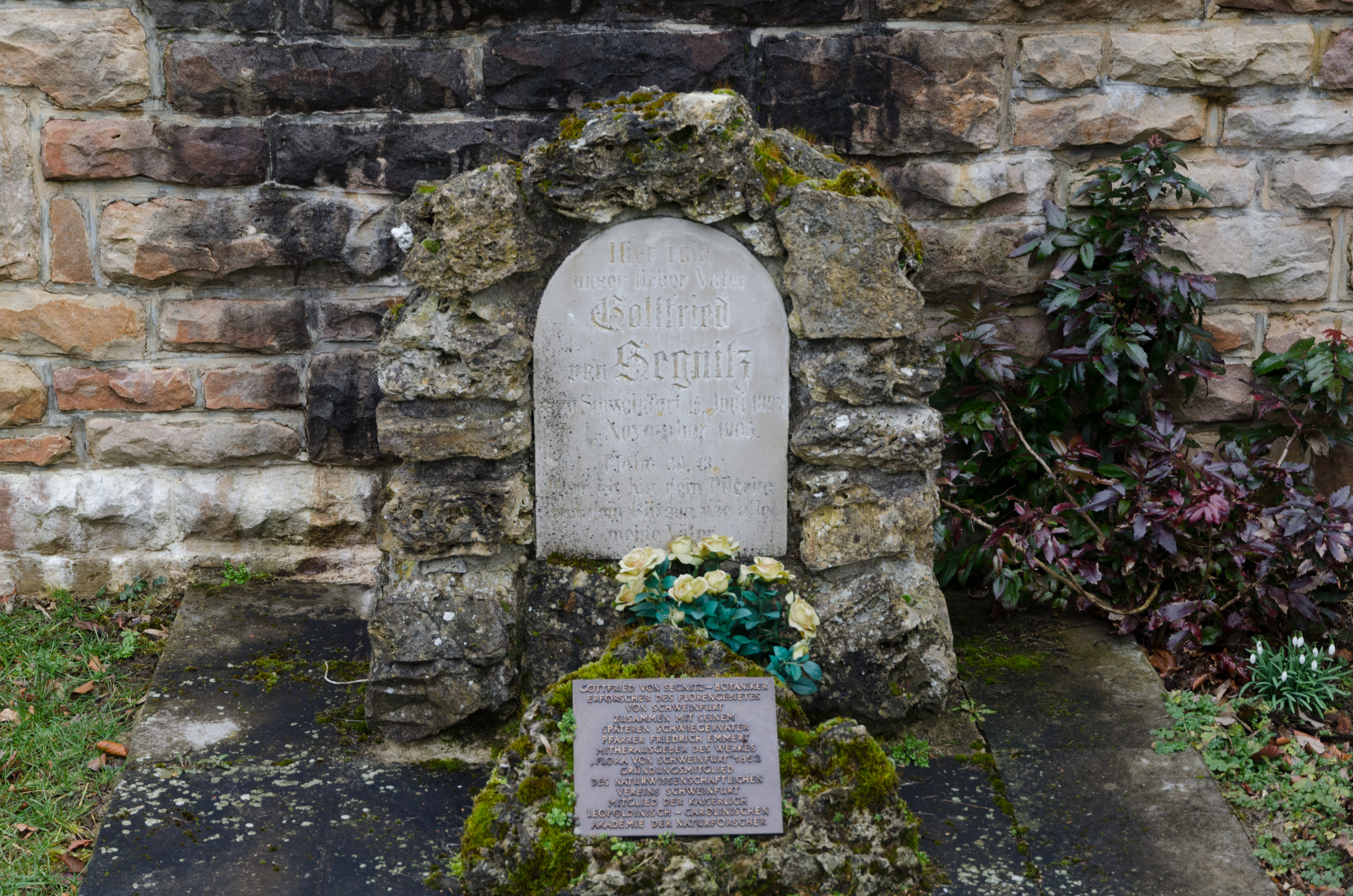
Grabmal von Gottfried von Segnitz in Rappershausen

## Schriften
- mit Friedrich Emmert: Flora von Schweinfurt: eine systematische Aufzählung der in der Gegend um Schweinfurt wild wachsenden und kultivirten Phanerogamen und höhern Cryptogamen mit Angabe der Standorte und Blüthezeit und kurzer Vorbemerkung über die physikalisch-geographischen Verhältnisse; ein Beitrag zur Jubelfeier der vor 200 Jahren zu Schweinfurt gegründeten kaiserlich Leopoldinisch-Carolinischen Akademie der Naturforscher, Giegler, Schweinfurt 1852 (Digitalisat)